# Doncaster Knights
 (novembre 2024).
Si vous disposez d'ouvrages ou d'articles de référence ou si vous connaissez des sites web de qualité traitant du thème abordé ici, merci de compléter l'article en donnant les références utiles à sa vérifiabilité et en les liant à la section « Notes et références ».
Pour les articles homonymes, voir Doncaster.
Maillots
Actualités
Doncaster Knights est un club anglais de rugby à XV basé à Doncaster.
Il évolue pour la saison 2023-2024 en Championship.

## Historique
Fondé sous le nom de Doncaster Rugby Football Club en 1875, le club passe brièvement à XIII au début du XXe siècle. Il végète ensuite dans les profondeurs du rugby amateur. Il est placé au dixième niveau national lors de l'instauration des championnats nationaux en 1987-88 et connaît une ascension fulgurante qui le voit monter huit fois en quinze ans (record d’Angleterre).
La dernière promotion, de troisième en deuxième division, intervient en 2005 sous la houlette de l’ancien international sud-africain Pieter Muller, devenu entraîneur. Le club devient Doncaster Knights en 2006. Ambitieux, le club vise ouvertement la Premiership, dans une région, le Yorkshire, où Leeds fait figure de locomotive. Sa meilleure place fut 3e en 2007 (4e en 2008, 5e en 2009).

## Personnalités du club

### Joueurs célèbres
- Luke Gross
- Rob Liley
- Hudson Tonga'uiha
- Logovi'i Mulipola
- Semesa Rokoduguni

### Entraîneurs célèbres
- Justin Bishop
- Massimo Cuttitta
- Pieter Muller